# 묘도군

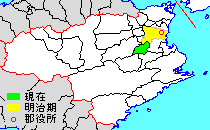
묘도 군의 위치

묘도군(일본어: 名東郡, みょうどうぐん)은 일본 도쿠시마현(아와 국)의 군이다.
인구 1,881명, 면적 42.28km², 인구밀도 44.5명/km².(2025년 3월 1일, 추계인구)
이하 1촌으로 구성된다.
- 사나고치촌(佐那河内村)

## 역사
이전에는 나카타 군(名方郡)이었지만 나카타 군의 동부가 묘도 군, 서부가 묘자이군으로서 2개로 나뉘었다.